# Stabkirche Lomen

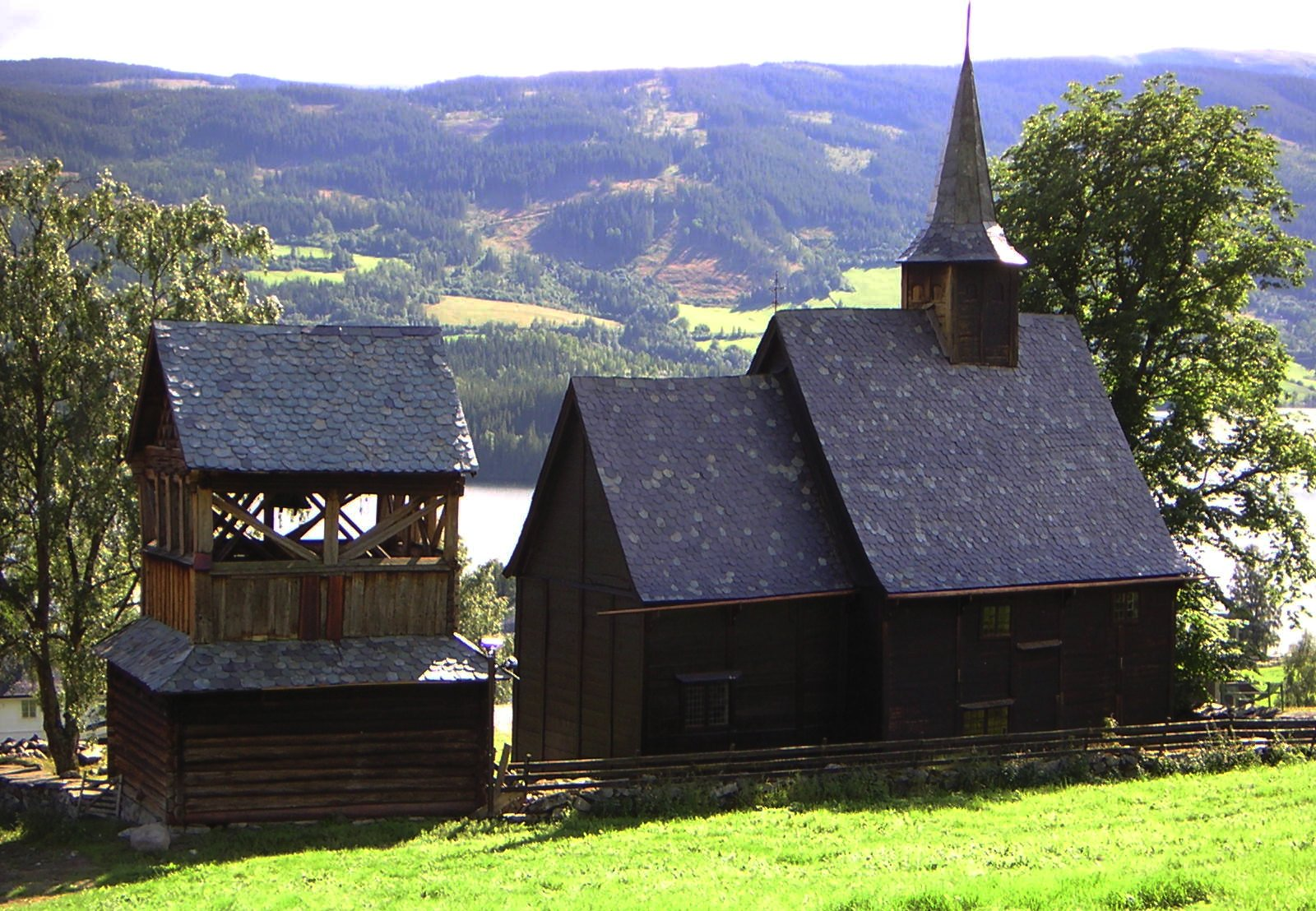
Stabkirche Lomen

Die Stabkirche Lomen ist eine der erhaltenen Stabkirchen in Norwegen. Sie steht in der Ortschaft Lomen in der Kommune Vestre Slidre in Innlandet. Man nimmt an, dass die Kirche in der zweiten Hälfte des 12. Jahrhunderts gebaut wurde. Mit Hilfe der Dendrochronologie wurde die Entstehung auf das Jahr 1179 datiert. Die ersten schriftlichen Quellen (unter dem Namen Hvams kirke) stammen aus den Jahren 1325 und 1334.
Die Kirche wurde im Jahr 1779 umgebaut und vergrößert. Bis 1914 war sie in liturgischem Gebrauch, bis die neue Kirche in Lomen gebaut wurde. Diese liegt etwa 2 km nördlich von der Stabkirche.
Mit dem erhöhten Innenraum zählt die Stabkirche zum Typ B.
Das Innere der Kirche wird von vier Stäben gestützt, es gibt drei mit Schnitzereien verzierte Portale, Arkaden und Säulen mit Kapitellen. Bei der letzten Restaurierung der Kirche wurden archäologische Ausgrabungen durchgeführt, es wurden 71 Gegenstände gefunden; unter anderem Schmuck und Münzen. Einige der Münzen stammen aus dem 12. Jahrhundert.